# Aéroport régional de Vernon
L'aéroport régional de Vernon (code IATA : YVE • code OACI : CYVK) est un aéroport canadien de Colombie-Britannique, à Vernon dans le district régional de North Okanagan. En 2014, l'activité de l'aéroport s'élève à plus de 15 000 mouvements. Il n'est pas desservi par des lignes régulières.